# Elbow
Elbow – angielski zespół grający rocka alternatywnego, oficjalnie powstały w 1997 roku. Nazwa zespołu pochodzi z nadawanego przez BBC serialu Śpiewający detektyw, w którym główny bohater, Philip Marlow, stwierdza, że słowo „elbow” (z ang. łokieć) jest najbardziej zmysłowym słowem w języku angielskim, nie ze względu na znaczenie, a uczucie towarzyszące jego wypowiadaniu.

## Historia
w 1990 gdy Guy Garvey miał 16 lat spotkał w college'u Marka Pottera, który zaprosił go do śpiewania w zespole, w którym wtedy występował razem z Richardem Juppem i Pete'em Turnerem. Razem założyli zespół „Mr Soft” (później zmienili nazwę na „Soft”). Brat Marka Pottera Craig dołączył do pozostałej czwórki niedługo później. Członkowie zespołu po raz pierwszy zagrali razem w 1990 r. w pubie w Ramsbottom koło Manchesteru
W 1997 zespół zmienił nazwę na „Elbow”, podpisał kontrakt z Island Records i nagrał swój pierwszy album z producentem Steve'em Osborne'em. Kiedy Island Records została wykupiona przez Universal zespół został zwolniony z kontraktu, a album nie został wydany. Zespół nagrywać dla niezależnej wytwórni Ugly Man, dla której wydał dwie EPki: The Newborn i The Any Day Now.
Ich pierwszy album Asleep in the Back wydany dal wytwórni V2 w 2001 r. przyniósł zespołowi nominacje do nagród Mercury Prize i Brit Awards. Drugi album – Cast of Thousands ugruntował ich opinię jako innowatorów brytyjskiej muzyki. Tytuł albumu nawiązuje do ich występu w Glastonbury w 2002, kiedy nagrali tysiące ludzi śpiewających „We still believe in love, so fuck you”. To nagranie wykorzystali w swoim utworze „Grace Under Pressure”.
W 2004 r. Elbow wyruszył na nieoficjalne tournée na Kubie, grając utwory z albumów Asleep in the Back i Cast of Thousands w okolicach Hawany.
Ich trzeci album Leaders of the Free World został wyprodukowany w całości przez zespół w Blueprint Studios w Salford. Mimo uznania wśród krytyków album nie przyniósł oczekiwanych dochodów i V2 rozwiązał kontrakt z zespołem w 2006 r. W tym samym roku zespół podpisał umowę z Fiction Records. Zespół nagrał utwór „Snowball” na wydany w 2005 album charytatywny Help - a Day in the Life. Na albumie tym znalazły się także między innymi: Radiohead, Gorillaz i Coldplay. Ponadto niewydany utwór „Beat for Two” został wykorzystany w filmie Ja w środku tańczę.
Swój czwarty studyjny album The Seldom Seen Kid ukończyli w 2007 r. Album ten został wyprodukowany i zmiksowany przez klawiszowca Craiga Pottera. Utwór „Grounds for Divorce” pochodzący z tego albumu został wykorzystany w trailerze do filmu Tajne przez poufne, w którym wystąpili między innymi Brad Pitt, George Clooney i John Malkovich. Ten sam utwór został także wykorzystany w 30 sekundowym spocie gry Left 4 Dead, a także w dwunastym sezonie programu Top Gear, w reklamie promującej szósty sezon serialu Dr House i w paru innych zapowiedziach programów telewizyjnych. Utwór „One Day Like This” został wykorzystany w magazynach sportowych stacji ITV oraz BBC oraz w reklamach filmu Solista. Utwór ten wykorzystano też podczas finału 9 serii programu Big Brother w Wielkiej Brytanii.
9 września 2008 zespół otrzymał nagrodę Mercury Prize za album The Seldom Seen Kid. Nagrodę wręczył im Jools Holland.
W 2009 Elbow nagrał cover utworu "Running to Stand Still" autorstwa U2 na charytatywny album Heroes. Garvey powiedział: „Kiedy zespół spotkał się po raz pierwszy w wieku 17 lat, ojciec Marka i Craiga pożyczał nam swoje Volvo, żebyśmy mogli przewieźć sprzęt. Wydaje się, że przez półtora roku jedyne czego słuchaliśmy w samochodzie to Rattle and Hum. Pamiętam podniecenie za każdym razem, gdy wychodziła nowa płyta U2, uwielbialiśmy ich. Pierwszą piosenką jaką zagraliśmy, zanim mieliśmy wystarczająco dużo własnego materiału na koncertach, była Running to Stand Still. Na Heroes zmieniliśmy trochę porządek, ale zachowaliśmy każdy muzyczny temat utworu. Pisaliśmy to z myślą o członkach U2. Dzieci wojny robią dokładnie to, co wynika z tytułu albumu. Te dzieciaki nie powinny znajdować się w takiej sytuacji, ale niestety są, więc dzięki Bogu, że ktoś coś z tym robi”.
W maju 2009 r. zespół otrzymał dwie nagrody Ivor Novello Awards za utwory „One Day Like This” oraz „Grounds for Divorce”.
W lipcu 2011 album, Build a Rocket Boys!, zdobył nominację do Mercury Prize.
W listopadzie 2012 roku zespół rozpoczął nagrywanie albumu The Take Off And Landing Of Everything, który został wydany 10 marca 2014.
Richard Jupp (perkusista zespołu) opuścił grupę w 2016 r., co zostało ogłoszone 6 marca. Od tamtej pory Elbow gra z Alexem Reevsem jako muzykiem sesyjnym. Następnie 27 lipca zespół ogłosił wydanie kolejnego albumu studyjnego, a 6 grudnia została ogłoszona jego nazwa: Little Fictions. Został on wydany 3 lutego 2017.
W 2019 wydali album Giants Of All Sizes, a w 2021 - Flying Dream 1.
25 stycznia 2024 światło dzienne ujrzał singiel Lovers' Leap, przy czym zespół ogłosił wydanie nowego albumu, Audio Vertigo, 22 marca.

## Skład

### Członkowie zespołu
- Guy Garvey – śpiew, gitara, teksty, perkusja
- Mark Potter – gitara, śpiew
- Craig Potter – instrumenty klawiszowe, organy, śpiew
- Pete Turner – gitara basowa, śpiew, instrumenty klawiszowe.

### Muzycy sesyjni
- Alex Reeves - perkusja

### Byli członkowie
- Richard Jupp – perkusja

## Dyskografia

### Albumy studyjne
- Asleep in the Back (2001)
- Cast of Thousands (2003)
- Leaders of the Free World (2005)
- The Seldom Seen Kid (2008)
- Build a Rocket Boys! (2011)
- The Take Off and Landing of Everything (2014)
- Little Fictions (2017)
- Giants of All Sizes (2019)
- Flying Dream 1 (2021)
- Audio Vertigo (2024)

### EP
- The Noisebox
- The Newborn
- The Any Day Now
- iTunes Live from London

### Single
- "Red" *
- "Powder Blue"
- "Newborn"
- "Asleep in the Back/Coming Second"
- "Fallen Angel"
- "Fugitive Motel"
- "Not a Job"
- "Grace Under Pressure/Switching Off"
- "Forget Myself"
- "Leaders of the Free World"
- "Grounds for Divorce"
- "One Day Like This"
- "The Bones of You"

### Albumy kompilacyjne
- Dead in the Boot (2012)

### Albumy koncertowe
- The Seldom Seen Kid Live at Abbey Road

## Nagrody
- Brit Awards[6],
- the Ivor Novello Awards[7],
- Mercury Prize[8]
- South Bank Show Pop award[9],
- NME award[10],
- Nagroda magazynu Mojo dla najlepszej piosenki 2009 r.[11]